# Casa al carrer del Riu, 1 (Sant Pere Pescador)
La Casa al carrer del Riu, 1 és una obra de Sant Pere Pescador (Alt Empordà) inclosa a l'Inventari del Patrimoni Arquitectònic de Catalunya.

## Descripció
Situada dins del nucli urbà de la població de Sant Pere Pescador, al sud de l'antic recinte medieval de la vila, al costat de la plaça Major.
Edifici entre mitgeres de planta rectangular, amb la coberta a dues vessants de teula i un petit pati a la part posterior. Està distribuït en planta baixa i dos pisos. Sembla que la construcció podria haver format part, en origen, de la casa del costat, el número 3. La façana principal presenta la planta baixa transformada per al nou ús de l'edifici. Al pis hi ha un balcó exempt, amb el finestral d'arc rebaixat bastit amb maons, i una finestra rectangular bastida amb carreus de pedra, que es repeteix a la segona planta. La construcció és de pedra desbastada de diverses mides lligada amb morter, amb algunes refeccions amb maons. Hi ha carreus ben desbastats a la cantonada de l'edifici.

## Història
En el nucli antic de Sant Pere Pescador hi ha algunes cases dels segles XVI, XVII i XVIII amb interessants elements arquitectònics. Amb l'acabament de les guerres remences la vila de Sant Pere Pescador s'expandí més enllà del nucli fortificat al centre, on hi havia l'església i la casa Caramany, sobretot vers migdia on es formà un extens barri entre la muralla i el riu. L'habitatge del carrer Riu 1, tocant a la plaça major, és possiblement del segle xvii.